# Gelders Veenendaalse Voetbal Vereniging
Il Gelders Veenendaalse Voetbal Vereniging, comunemente conosciuto come GVVV, è una squadra di calcio olandese, con sede a Veenendaal.

## Storia
Il club fu fondato nel 1947. Negli anni '50 e '60 il club fu protagonista di una grande cavalcata nelle serie minori olandesi: nel 1948-49 fu campione della Derde Klasse UPVB, nel 1954-55 diventò campione della Tweede Klasse UPVB, mentre nel 1957-58 fu campione della Erste Klasse UPVB, nei due anni successivi arrivarono i titoli della Vierde Klasse e della Derde Klasse KNVB. Passarono 10 anni e il GVVV riuscì ad accedere alla Erste Klasse, categoria in cui rimase fino al 1975-76. Nel 1979-80 ci fu la vittoria della divisione C della Tweede Klasse, bissata 5 anni dopo con la vittoria della divisione C della Erste Klasse. Nel 1996-97 arrivò il titolo della divisione A della Hoofdklasse, il massimo campionato dilettantistico olandese. Nel 2003-04 arrivò la retrocessione in Erste Klasse, ma l'anno successivo ci fu la vittoria della divisione C della Erste klasse e il pronto ritorno in Hoofdklasse. Nel 2005-06 è arrivata la vittoria della KNVB beker regionale.

## Palmarès
- Hoofdklasse Titolo di divisione:
  - Vincitore (1): 1996-97
- Derde Klasse UPVB:
  - Vincitore (1): 1948-49
- Tweede Klasse UPVB:
  - Vincitore (1): 1954-55
- Erste Klasse UPVB:
  - Vincitore (1): 1957-58
- Vierde Klasse KNVB:
  - Vincitore (1): 1958-59
- Derde Klasse KNVB:
  - Vincitore (1): 1959-60
- Tweede Klasse KNVB:
  - Vincitore (1): 1979-80
- Erste Klasse KNVB:
  - Vincitore (2): 1984-85, 2004-05
- KNVB beker regionale:
  - Vincitore (1): 2005-06

## Stadio
Il GVVV gioca le sue partite casalinghe nello stadio Sportpark Panhuis.